# Aryon Rodrigues
Aryon Dall'Igna Rodrigues (Curitiba, 4 de juliol de 1925 - Brasília, 24 d’abril de 2014) és un lingüista brasiler, considerat un dels els investigadors més reconeguts de llengües indígenes del Brasil. És conegut per resoldre la controvèrsia sobre l'etimologia del nom de la ciutat de Curitiba, la capital de l'estat de Paraná, Brasil.

## Biografia
Fou el primer brasiler a obtenir el títol de doctor en lingüística (Universitat d'Hamburg, Alemanya, 1959), i va ser convidat per Darcy Ribeiro per organitzar el primer postgrau de lingüística al Brasil, a la recentment creada Universitat de Brasília (UnB). Aryon va deixar la UnB després del cop d'Estat de 1964, en solidaritat amb els seus col·legues acomiadats i perseguits pels militars. Se'n va anar a la Universitat Federal de Rio de Janeiro (UFRJ) i, més tard, a UNICAMP.
Al llarg de la seva carrera, que va abastar prop de set dècades, es va dedicar a l'anàlisi i documentació de diverses llengües, com xetá i tupinamba, de les llengües tupí-guaraní (tronc tupi), i kipeá, de la família kariri (llengües macro-gê). Va formar desenes de lingüistes, per tesis i dissertacions en universitats com Unicamp i Universitat de Brasília (UnB), on va treballar fins a la seva mort. A més de treballs sobre lingüística descriptiva i teòrica, Rodrigues es va dedicar a l'estudi històric-comparatiu de les llengües indígenes del continent, particularment pel que fa a les llengües tupí. És autor d'una de les principals hipòtesis d'una relació genètica a llarg abast a les terres baixes d'Amèrica del Sud, que inclou els troncs Tupí i Macro-Jê i la família Carib.
Rodrigues ha publicat més de cent-cinquanta articles articles, capítols de llibres i llibres. Va crear i dirigir el Laboratori de Llengües i Literatures Indígenes (LALLI), a la UnB, i, juntament amb la prof. Ana Suelly Arruda Câmara Cabral, va crear el Journal of Anthropological Linguistics. Des del gener de 2013, va participar en la creació de l'Institut Aryon Dall'Igna Rodrigues (IADR), que conserva una col·lecció documental i bibliogràfica inestimable.

## Ligações externas
- Coleção Aryon Rodrigues a Biblioteca Digital Curt Nimuendajú
- Perfil de Aryon Rodrigues a Catálogo de Pesquisadores de Línguas Indígenas Sul-Americanas
- Laboratório de Línguas e Literaturas Indígenas da Universidade de Brasília (UnB)